# E-LIFE
E-LIFE株式会社（イーライフ）は、日本の神奈川県横浜市に本社を置く介護関連サービス企業である。2016年2月に篠本高基によって設立され、福祉用具レンタル、介護用品のECサイト運営、ウェブデザイン制作、福祉用具コンサルティングなどの事業を展開している。 

## 概要
設立と沿革
篠本高基は1979年に神奈川県横須賀市で生まれ、大学卒業後、大手福祉用具会社で営業職として活躍した。2016年に自身の経験と理念を基に、E-LIFE株式会社を設立した。

## 事業内容
福祉用具レンタル販売事業
車いす、介護ベッド、歩行器、杖などの福祉用具のレンタルおよび販売を行っている。
福祉用具EC事業（セカンドタウン）
介護用品の中古専門ECサイト「セカンドタウン」を運営。質の高い中古福祉用具をリーズナブルな価格で提供し、SDGsの観点から介護用品の無駄な廃棄を削減することを目指している。
その他の事業
- ホームページ製作事業およびカタログ制作事業
- 福祉用具コンサルティング事業[4]

## 経営方針
「和を大切に成長し続ける企業を創る」を基本理念とし、高齢化社会のニーズに応えるため、ICT化の促進と顧客視点のサービス提供を重視している。また行動を最も重要視し、常に現状に満足せず、若い人材が活躍できる環境づくりに注力している。評価制度では成果を重視し、社員の成長と企業の成長を同時に目指している。
社会貢献
介護業界における人材育成と、高齢者や障害者の自立支援を通じて、社会に貢献することを目指している。